# ترميم (رواية)
ترميم (بالإنجليزية: Restoration)‏ هي رواية للكاتبة الإنجليزية روز تريمين، نشرت عام 1989، عن دار نشر هاميش هاملتون.

## روابط خارجية
- ترميم على موقع الموسوعة البريطانية (الإنجليزية)